# Spišský Štvrtok
Spišský Štvrtok (hongrois : Csütörtökhely ; allemand : Donnersmarkt) est un village de Slovaquie situé dans la région de Prešov.

## Histoire
Première mention écrite du village en 1263.

## Démographie

### Évolution de la population
| Année:               | 1994. | 2004.   | 2014.   | 2024.   |
| -------------------- | ----- | ------- | ------- | ------- |
| Nombre de personnes: | 2224  | 2339    | 2453    | 2612    |
| Différence:          |       | +5,17 % | +4,87 % | +6,48 % |

| Année:               | 2023. | 2024.   |
| -------------------- | ----- | ------- |
| Nombre de personnes: | 2584  | 2612    |
| Différence:          |       | +1,08 % |

## Galerie

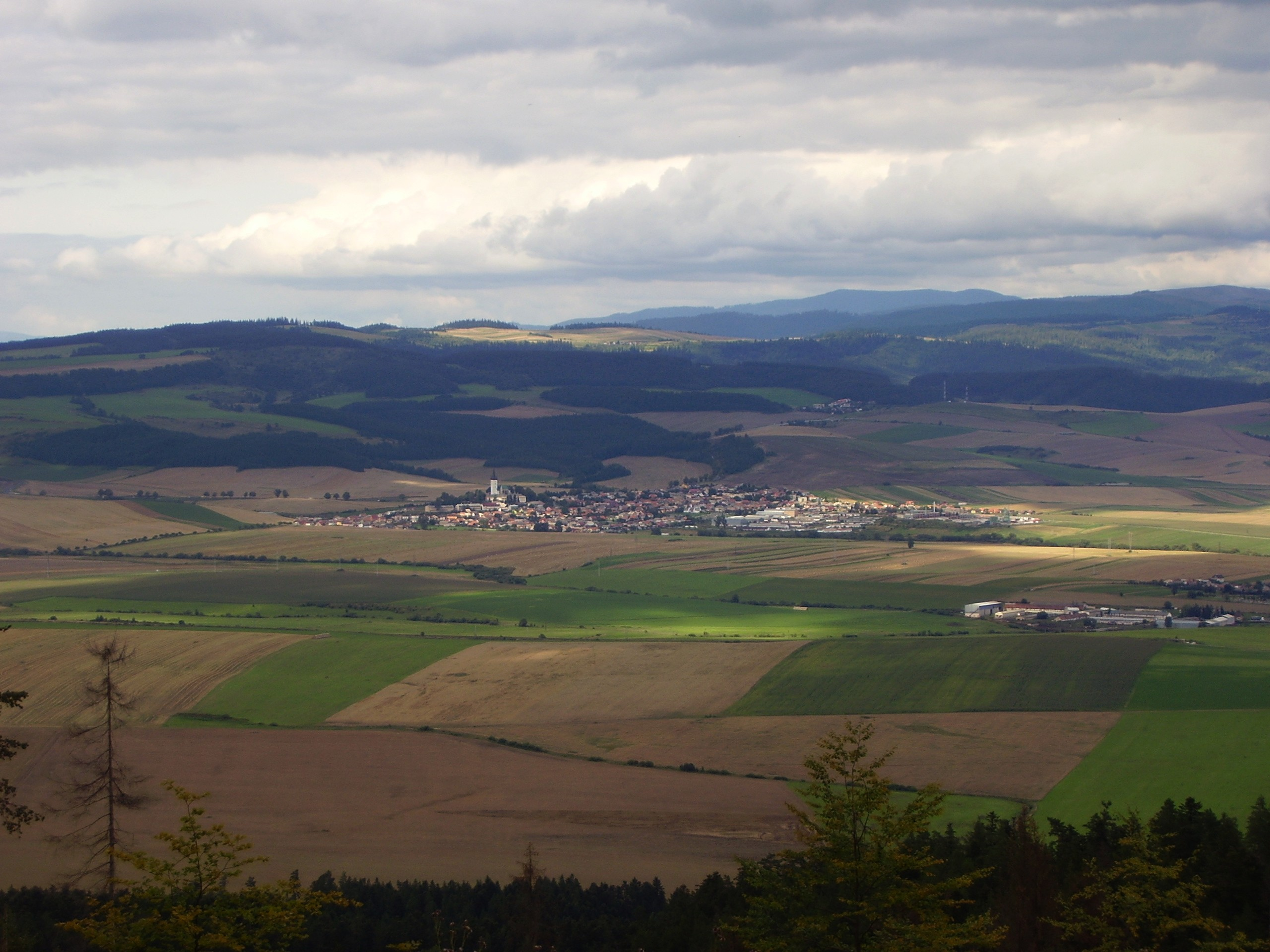
Panorama sur le village
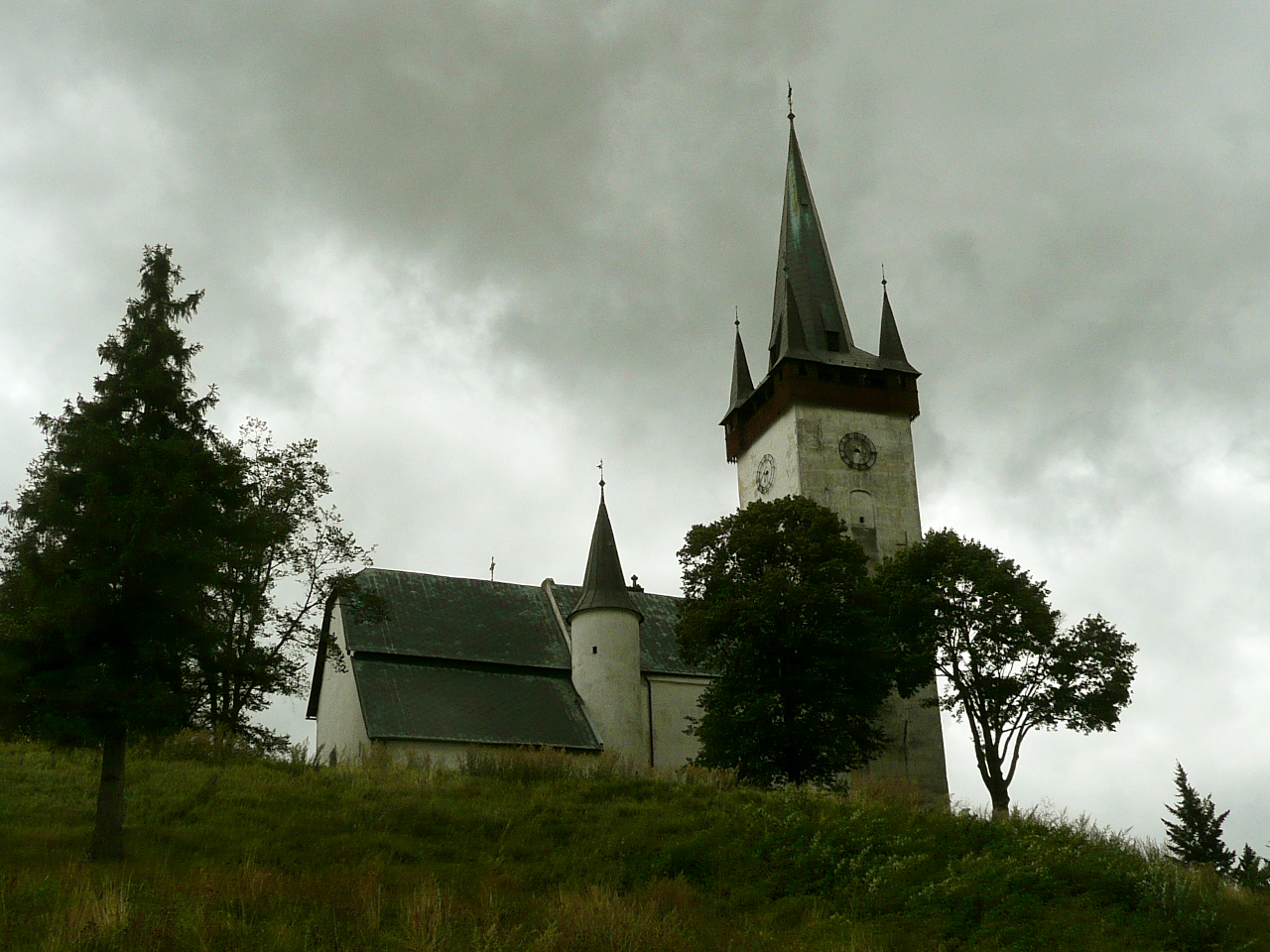
Eglise Saint Ladislas